# Macronema matthewsi
Macronema matthewsi là một loài Trichoptera trong họ Hydropsychidae. Chúng phân bố ở vùng Tân nhiệt đới.